# Littledean
Littledean est un village du Gloucestershire, en Angleterre.